# أولاد الطنجي (سوق السبت)
أولاد الطنجي هو دُوَّار يقع بجماعة بني يخلف، إقليم خريبكة، جهة بني ملال خنيفرة في المملكة المغربية. ينتمي الدوّار لمشيخة سوق السبت التي تضم 4 دواوير. يقدر عدد سكانه بـ 1241 نسمة حسب الإحصاء الرسمي للسكان والسكنى لسنة 2004.

## روابط خارجية
- البوابة الوطنية للجماعات الترابية
- المندوبية السامية للتخطيط